# Aspidiotus maderensis
Aspidiotus maderensis är en insektsart som beskrevs av Karl Hermann Leonhard Lindinger 1912. Aspidiotus maderensis ingår i släktet Aspidiotus och familjen pansarsköldlöss. Inga underarter finns listade i Catalogue of Life.